# Cath Kidston
Cath Kidston Limited, fondée le 13 avril 1993 par Cath Kidston, est une entreprise britannique qui commercialise sous l'enseigne Cath Kidston des vêtements et des objets imprimés de motifs floraux.

## Description

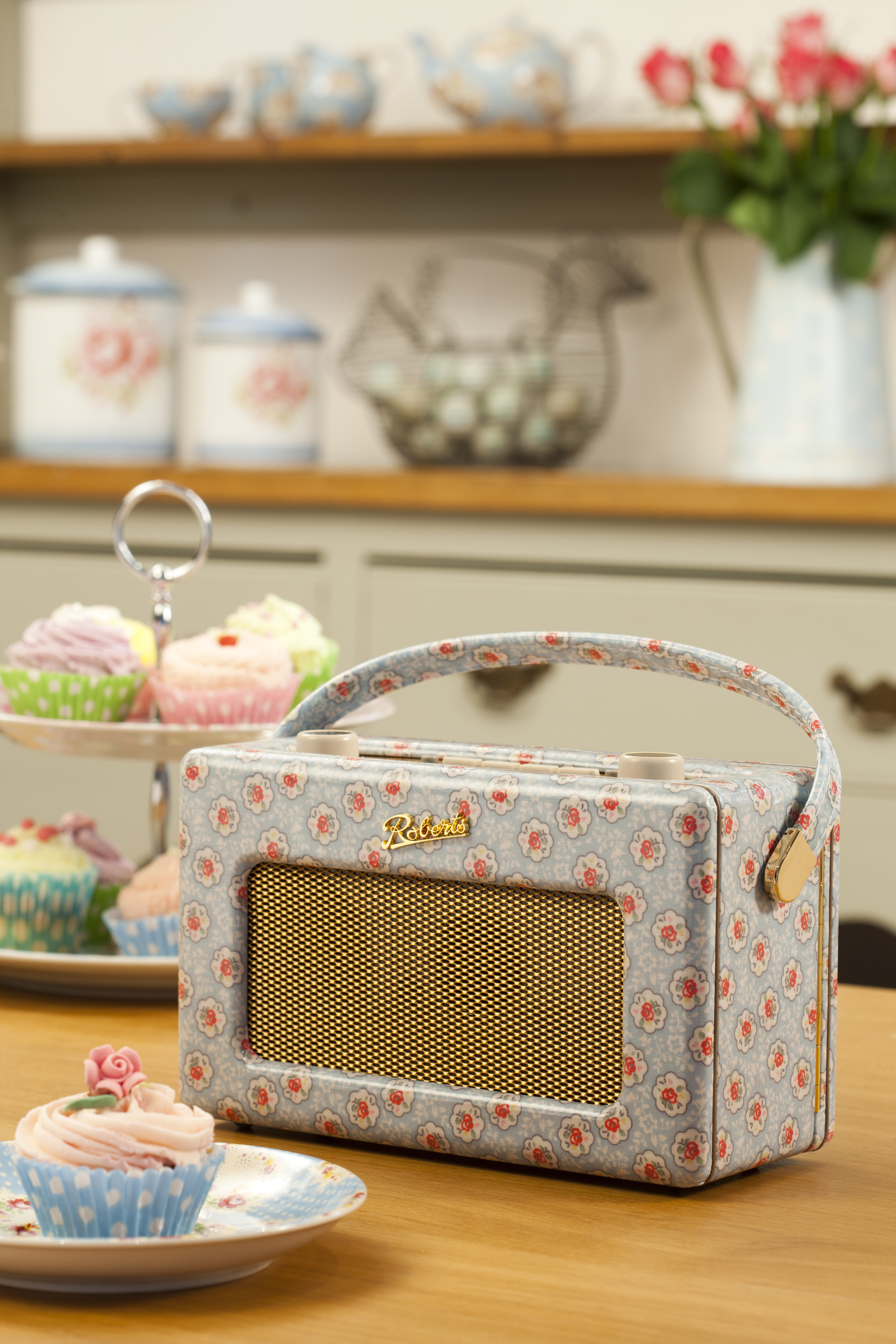
Récepteur radio imprimé de fleurs vendu par Cath Kidston.

L'entreprise compte 170 boutiques dans le monde, 65 boutiques au Royaume-Uni, 89 boutiques en Asie, dont 31 au Japon

## Histoire
Cath Kidston ouvre son premier point de vente en 1993 à Holland Park, à Londres.
Sur l'année 2012-2013, l'entreprise passe la barre des 100 millions de livres de chiffre d'affaires (117 millions d'euros).
En juillet 2014, Cath Kidston Limited vend une part importante de ses actions au fonds d'investissement Baring Private Equity Asia.
En novembre 2014, Cath Kidston, fondatrice de la chaîne éponyme, quitte de la direction de l'entreprise.
En juillet 2015, Cath Kidston Limited rachète ses 31 boutiques japonaises à TSI Holding.
En mai 2018, la marque lance, en partenariat avec Disney, une collection autour d'Alice aux pays des merveilles.